# Houtman Abrolhos
Las Houtman Abrolhos, también conocidas como islas Abrolhos, son una cadena de 122 islas y de arrecifes de coral asociados, situadas en el océano Índico, frente a la costa oeste de Australia, a unos 80 km al oeste de la ciudad de Geraldton (Australia Occidental).
Es el arrecife de coral más al sur del océano Índico, y uno de los sistemas de arrecifes de latitud más alta del mundo. Es uno de los lugares de reproducción de aves marinas más importante del mundo, y el centro del mayor caladero de Australia Occidental, el único de la langosta australiana (Palinurus cygnus). Cuenta con una pequeña población estacional de pescadores y está permitido un número limitado de turistas en excursiones de un día, pero la mayor parte de sus tierras forma parte de un hábitat de conservación.
Es conocido como el lugar de numerosos naufragios, siendo los más famosos los de los barcos neerlandeses Batavia y Zeewijk, que naufragaron en 1629 y 1727, respectivamente.
En julio de 2019 el archipiélago fue declarado parque nacional por el gobierno de Australia Occidental.